# 超時空戰記
《超時空戰記》（日語：コズミックブレイク）是由CyberStep（サイバーステップ）開發並營運的大型多人線上第三人稱射擊遊戲（MMOTPS）。游戏在日本、北美、泰國、韓國、臺灣、歐洲等，有架設伺服器營運。游戏允许最多30人對30人的即時對戰，機體可以自由組合塗裝，是C21的延伸。

## 營運史表
- 2007年10月1日，日本伺服器開始封閉測試。
- 2008年12月19日，日本伺服器開始正式服務。
- 2009年12月21日，由遊戲橘子代理的台灣香港聯合伺服器開始封閉測試。
- 2010年1月5日，由遊戲橘子代理的台灣香港聯合伺服器開始正式服務。
- 2010年6月10日，北美伺服器開始開放測試。[1]
- 2012年1月27日，由香港商聚樂數位有限公司台灣分公司營運的臺灣伺服器開始封閉測試。
- 2012年2月1日，由香港商聚樂數位台灣分公司營運的臺灣伺服器開始正式服務。[2]
- 2015年4月30日，『コズミックブレイク2』（超時空戰記2）正式於日本開始營運。
- 2015年10月30日，「機戰聯盟CosmicBreak2」（超時空戰記2）營運團隊預計2015年11月19日將會開放台灣遊戲官網。
- 2015年11月6日，「機戰聯盟CosmicBreak2」（超時空戰記2）營運團隊開放台灣遊戲官網。
- 2018年2月1日，「機戰聯盟CosmicBreak2」（超時空戰記2）、「CosmicBreak」超時空戰記台灣伺服器結束營運，轉移至日本伺服器營運。

## 世界觀
游戏以超時空方舟（Cosmic Ark）為背景，超時空方舟分為數種區域：聯盟區域、中央區域、地下區域、新手指導區（現已重新開啟）、休息區域、天使學園。
在超時空方舟內英雄們所聚集的據點成為殖民地。並且殖民地由三個區域所組成，這三個區域分別為勇氣機甲聯盟(BRD)、力量機甲聯盟(DOZ)、智慧機甲聯盟(WIZ)，首次進入遊戲時玩家一定要先選擇一個聯盟加入，之後在進行遊戲時也只能進入你所選擇的聯盟所有的區域裡，從各聯盟區域內可以前往參加競技場內的戰事活動，每個聯盟都設有公會機關與排行榜。

在殖民地中央，各聯盟的英雄們可以打破區隔限制齊聚於此，該區域成為中央區域，連接各聯盟區域、新手指導區（現已重新開啟并更名為週年慶區域）、地下區域、休息區域。中央區域可以接取打倒【混沌】軍團的任務。
在殖民地的最下層成為地下區域，從地下區域的拓荒模式可以發現許多未知的珍寶，絕對不容錯過！
地下區域設有音樂播放器(玩家可自行到登入界面左面進行曲目製作)，並且設有強化熔爐、強化重置爐和素材交換成點數的NPC。
新手指導區功能與聯盟區域一樣，能進入競技場，內有強化熔爐、強化重置爐與宇宙膠囊(核心強化)。在7月2日的維修更新後，原於區域內的愛麗莎蘿蒂、梅爾菲、飛鷹少女、拜因少女移走，新增米絲蒂(DX幣交換處)與奇克虎(天使幣交換處)，同時開放前往天使學園的傳送門。
休息區域與聯盟區域一樣能進入競技場，當有節日慶曲時，場景可能會改變。休息區域連結天使學園，天使學園內設有福利社已天使幣兌換各種物品/機體NPC(現已移動到週年慶區域)。

## 內容與特色

### 操作
在游戏中，玩家将操控机体。行动画面中会显示玩家和敌方的机体，屏幕边缘还会显示雷达、计量表、游戏快捷键等各种指示器。而玩家则通过W、A、S、D和空格键控制机体的移动和飞行。当進入战斗时，介面會更改成各類型戰鬥的所擁有的模式，此时屏幕将会显示剩餘时间和战斗点数（BP）等内容，玩家需要通过控制鼠标来瞄准敌人并发动攻击，此外玩家还可以键盘上的特定按键来使用道具。

### 機體的架構
本遊戲的機體主要以類型與體型的作為分類，大部分都能自由地組裝和塗裝(除了專屬零件需要裝在特定零件上)

### 格納庫
隊伍是由三台機體所編成的。各式機體由戰力值(COST)所設定。戰力值(COST)高的機體相對性能水準也高。只是當在競技場或任務中受到損害時相對的負擔也會隨之增大！高性能與低戰力值之間以此來配搭出不同的組合，由你來決定！

#### 類型
遊戲中的機體與其部件以類型來分為陸戰型、空戰型、砲戰型、輔助型、零型。每種類型有較擅長的使用的武器種類，對武器類型的防禦也有加乘或減免。機體的種類有：
- 陸戰型（Lnd）是行走強化的機體，非常擅用近距離格鬥，對於光束系攻擊的抗性非常弱！
- 空戰型（Air）是飛行推進器強化的機體，能夠進行長時間和額外高度的飛行，對爆風系攻擊的抗性非常弱！
- 砲戰型（Art）是射擊強化的機體，高威力、長射程！對付陸戰類型的攻擊是弱點！
- 輔助型（Sup）具有高度輔助能力，以輔助夥伴取得勝利作為目標，沒有弱點，受到不同類型機種的傷害平均！[10]
- 零型（Gar）是特殊的機體，擁有特殊的卡片改變戰鬥方式，可以選擇合適自己風格的機體類型，一般有12等級可提升。

#### 體型
遊戲中的機體體型分為S、M、L三種，零件則細分為SS、S、M、L、LL。S尺寸無法使用大型武器，不過能夠運用嬌小體型進行攻擊與迴避，靈活性非常高！M尺寸是S和L中間的性能，整體性能是平衡型的。L尺寸擁有強大的火力和耐久，但龐大的體型卻不擅長迴避。

#### 改裝與塗裝
每種機體的部件由身(BD)、頭(HD)、手臂(AM)、雙腿(LG)、推進器(BS)、外接零件(HDJ/AMJ/LGJ/BSJ)零件組成，在機體改裝中可以對持有武器、零件進行替換。但是，無法超過搭載戰力值(COST)的基礎上限。零件的組裝會因類型與體型而有限制，符合條件限制才能互相交換組裝。頭部(HD)一般來講可以帶兩個飾品(AC)，也有綁定住不能拆裝的部件以及該零件專屬的連接零件
卡片強化：當機體的等級提升時，可以透過卡片強化的設定來強化機體。使用卡片強化功能，可以提升內置武器性能、水中步行速度等...各式各樣的能力附加喔！在機體組裝畫面按下【LEVEL UP】即可選擇喜歡的卡片進行強化
機體的外觀能夠透過豐富的塗裝系統改變，除了一般塗裝，還可以切換為全彩模式(帶有調色盤、ALPHA值)，做出漸變效果。除了在遊戲中繪製外，也能匯入畫好的圖片或別人分享的塗裝文件。也有不能進行外觀編輯的機體或零件。。頭部亦能透過外型編輯形成新的形狀。

#### 商店
在商店可以買到機器人、配件、武器、消耗道具以及WB裝置。
機體：販賣各式各樣的機體
零件：可以購買持有機體的零件 *核心零件(BD)不可購買
武器：販賣各式各樣的主、副武器
道具：有當月RT可進行儲值以及各式各樣的道具、等級擴充卡、機體額外擴充卡等等
WB裝置：販賣大部分的WB裝置，小部分為活動限定
夥伴：購買後可取得一定的能力加成或輔助，可透過完成任務開啟更夥伴高階的能力
星幣：可以使用星幣交換各種道具及限定的機體
扭蛋機：轉動扭蛋機，可以得到機體、零件、和消耗性道具物品。主題更新扭蛋一般會持續一個月。【周周驚奇】轉蛋機則會每周更新一次內容，利用不同組合的復刻機體、武器、零件、道具組成。

### 遊戲模式
本遊戲的進行模式分為競技場、任務、拓荒探索，三種模式的規則有些許不同。
- 競技場（Arena），PVP模式，在聯盟區域裡進入，分為兩隊對抗，每一隊擁有他自己的戰力值（BP），當玩家被擊殺時會扣損戰力值，使敵方的戰力值歸零即可達成勝利，若時間結束時雙方都還保有戰力值，則以戰力值較高的一方為勝方。[8][15]競技場擁有較高的UC幣獲得效率，除了PVE模式的練習競技場外都會紀錄勝敗次數與成就。[16][17]
  - 活動戰鬥，PVE模式。長駐混沌模式，活動時會開放期間限定不同的模式： 小蘿炸彈模式、三國聯盟戰爭模式、活動混沌。
    - 常駐混沌場:

1. 指揮官的請託
2. 混沌歐卡的逆襲
3. 冥府的歸還者
4. 【混沌】的侵略學園作戰
5. 轟天再臨

- 軍團戰，PVP模式，是提供新手或老玩家練習對戰的競技場模式，最大支持15VS15，雙方最多可加入3名玩家，其餘為AI角色。軍團戰可根據等級挑

戰不同難度的AI。
- 世紀決戰：世紀決戰共分為12個戰鬥區域，為各聯盟的精銳英雄們展開激烈戰事的世紀舞台！

戰場結束後。將於每周末由系統統計各聯盟所支配區域的數量，並分別配給聯盟點數於所屬聯盟。
世紀決戰的勝敗將左右著各聯盟的排名順位，為了自己所屬的聯盟努力吧！
- 任務（Mission），PVE模式。

```
 關卡構成：任務的部分是由許多關卡所組成，打倒並阻止敵人前進吧。而在關卡的盡頭有強大的BOSS等待玩家們一同前去打倒他。面對強大的敵人一時的疏忽大意可能會丟了性命並且也難以取得完美的勝利喔！然後，在最終關卡的盡頭所等待玩家的東西是...?
```

任務一開始可以選擇難易度。高難易度的任務敵人非常強大，等級與報酬也相對較高。
```
 戰鬥點數的共有：戰鬥點數(BP)的設定為任務中隊伍所共有。當完成關卡任務時會補給回復一定數量的BP值。當BP值降到0之後即表示任務失敗，請多加小心留意。
[
18
]
有較高的階級經驗酬勞的獲得效率，成敗次數也會被記錄下來。
[
16
]
```

- 拓荒探索（Quset），PVE模式，在地下區域裡進入，最多可以五人組隊，以廣大的行星為地圖，尋找寶物領取報酬。[19]

目前分為探索與決戰巨神兩種，曾推出過期間限定的惑星模式。
- - 探索模式：拓荒模式的舞台為廣大惑星地圖，可以一個人或者與同伴們一起組隊展開冒險。途中的野怪可以掉落道具、零件、武器、輔助卡。玩家可以透過輔助卡分別提升血量(HP)、攻擊力(ATK)、大絕(WB)

目前開放的最高區域為AREA143，通過後會到達最終哨站，玩家可到排行榜查看記錄。
每個區域之間會設有一個前哨站，可以選擇繼續前進或返回地下區域。玩家收集寶藏結束後，可以到哨站的NPC領取報酬。在遊戲中按下ESC鍵，就可以選擇是否放棄本次任務。一旦選擇放棄任務，就能離開任務，但是過程中的道具無法帶回。如果想要將獲得的道具帶回遊戲大廳，請到回歸傳送門在中斷任務。
每種寶藏任務的報酬顯示為PTS，遞交後會得到相應的遊戲貨幣(UC)以及積分。積分可以在下一個區域完成結算時加入，此時可以得到PTS十分之一的階級點數作為報酬。積分不能重複領取階級點數，但可以累計。需要注意的是，完成寶藏後，再接取的時候會顯示星星，此時表示已經完成，任務的報酬亦會下降為十分之一。營運商每隔1~3個星期就會重置一次寶藏與行星的地圖。
根據玩家的等級不同，會開放不同等級的寶藏任務，寶藏等級越高，報酬越高，所獲得的難度亦會提高。
- -     - 巨神模式：分別有3種巨神任務，希斯任務，附加一個P巨神特殊任務。遊戲模式與探索規則大致相同、五人組隊。途中需要獲取寶藏，最高為5個。玩家隨後可以在前哨站傳送門處選擇1~3星的難度。沒有寶藏時不顯示星，但可以進入弱化版的惡搞巨神模式。

巨神分為結晶、狐狸、蒼蠅三種。根據難度，結算時所獲取的經驗、UC、材料各不同。此模式UC與經驗可觀。運營商經過一段時間後會更新P模式(在巨神任務中選取一個作為P巨神循環，但是P跟普通的巨神會分開)，可獲得稀有的飾品與武器，此模式需要在商城中購入參戰證(4000UC)方可參加。
- 守護神大戰：此模式中玩家們將合力對抗混沌歐卡，其中將會隨機選擇三名玩家變成各聯盟的守護神。但遊戲開放至今只舉行過一次。

### 強化
- 什麼是強化：在地下區域的強化熔爐中，廢鐵商人們結合了所有的力量所製作的強化裝置，能將零件和武器的能力提升！

根據強化原則，只有在零件有空的插槽時才能夠進行新能力的強化。而插槽的狀態，可以在格納庫的零件畫面和零件圖片右側的格子進行確認。
通過強化，不僅單單只有性能上的提升，也有能夠強化出給予敵人特殊負面狀態的能力。如果強化失敗插槽就會永久損壞(機體的鎖定零件可透過重組核心零件(BD)來重置插槽)。所以，使用能夠提升成功率的【能源調頻裝置】(即合成催化劑)和能使用防止插槽被破壞的【插槽防護】(即空間保護裝置)也是不錯的選擇。
- - 提升用的宇宙化石能源：化石能源和觸媒可透過拓荒、戰鬥或任務中擊倒怪物獲得，此外也可透過競賽成績的好壞得到不同的素材。

### 創立公會
玩家可到商店道具處購買公會旗幟並帶到公會機關就能創立公會。
在格納庫PROF頁面中，可以確認玩家所屬公會的公會等級。每個聯盟中的英雄只可以加入相應聯盟創立的公會。
公會的評價會依照各成員的活躍度及公會點數而提升，累計一定點數後公會等級也會隨之提升。
當公會等級提升後將會贈送特別的零件與道具作為獎勵。
公會職位中只有會長可以選擇剔除成員及解散公會。副會長則可以邀請其他英雄，只要該玩家同意則可以成功加入而無需會長同意。
只有當玩家主動申請加入時，會長才有權批准及拒絕加入。
- 公會徽章編輯與製作

公會的徽章對於一個完整的公會來說具有象征性的意義，可以讓公會日漸強盛。而公會徽章就得靠公會會長來進行編輯與製作。

### 聊天功能
可以進行與其他玩家互動的系統
聊天指令
/s,/say(CTRL+S) 可以對身邊的人說話。
/shout,/! 可以發言讓區域內所有人聽見。
/t,/tell[name](CTRL+T) 向特定一名玩家交談。
/r,/reply(CTRL+R) 可以直接回覆使用個人對話交談的玩家。
/c,/clan(CTRL+L) 可以和同公會的玩家對話。
/m,/member(CTRL+M) 可以和在競技場或任務模式中同一隊伍之玩家對話。
/g,/global(CTRL+G) 可以向競技場或任務模式中的敵我雙方發話。
/friend[name] 向其他玩家申請加入好友名單。
/friend off[name] 將其他玩家從好友名單刪除。
/ignore[name] 將玩家加入黑名單。
/ignore off[name] 將玩家從黑名單中移除。
/op 傳送訊息給GM。
/accept,/yes,/ok[name] 同意其他玩家的好友申請。
/reject,/no[name] 拒絕其他玩家的好友申請。
/off 關閉對話頻道。
/on 解除已關閉的對話頻道。
/kick[name] 向特定玩家提出剔除遊戲室的不信任票。

### 地圖編輯
自由編輯地圖外觀。如：高度、景色、舞台等，完成的地圖只能於隊伍戰鬥使用。

### 貨幣系統
遊戲中的虛擬貨幣分為UC幣RT幣、星幣、天使幣、公會幣。
UC是遊戲中能得到的通用貨幣，可以在商城購買各式機體、道具、零件、夥伴以及限定的轉蛋機等等。
RT是遊戲中廣泛通用的遊戲貨幣。RT的取得渠道有以下幾種：1.每個月第一日，玩家可花費UC購入上限數量為30的RT，節慶日或活動期間可以購入50RT，每購買一組RT後所需要的UC會遞增1000UC，往後RT的用途則比較廣泛，幾乎在商城裡能買到所有東西以及轉蛋。2.營運每隔一段時間(不定)就會舉辦一些參加競技場的活動，其中最高獎賞多為RT。3.透過儲值MYCARD點數獲得RT貨幣，可以得到儲值數量相應的贈品(詳細請至官網查閱，贈品每隔2個月更換一次)。
星幣是轉蛋(轉蛋累計RT到達100獲贈1個)或活動中能得到的稀有貨幣，能兌換各式道具、武器和星幣限定的機體。PS:進入商城後有星幣交換處。
天使幣是遊戲中福利社發行的貨幣。每個季節或節日可能會更換為不同的款式，結束掉落上一款天使幣後可於格納庫中販賣。天使幣於競技場中不論輸贏只要於兩方BP未有損耗前參加，結算即可掉落。軍團戰中有一定機率會掉落。活動戰鬥(混沌戰)中只有勝利時且不是中途參加(僅我方BP沒有損耗)即可掉落。團隊戰鬥不會掉落。世紀決戰中同樣需要敵我兩方BP未有損耗時進入方可掉落。中央區域的任務中有一定機率掉落，每日任務：露西的教室 通關後必定掉落。地下區域中只有秘境惑星阿爾坎塔斯擊殺怪物一定機率掉落，決戰惑星巴斯達坎托不會掉落。
公會幣可透過每逢禮拜六舉辦的公會戰鬥(20:00~21:00)參加戰鬥後結算即可得到，可於所屬聯盟中找到公會幣交換的NPC。

## 外部連結
- 日本官方網站 （页面存档备份，存于）
- 北美官方網站 （页面存档备份，存于）
- 臺灣官方網站
- 韓國官方網站
- 超時空戰記巴哈姆特版 （页面存档备份，存于）
- 機戰聯盟粉絲團